# Kirikuküla (Urvaste)
Kirikuküla – wieś w Estonii, w prowincji Võru, w gminie Urvaste.